# Herbário da Universidade de São Paulo
O Herbário da Universidade de São Paulo (SPF) é um herbário localizado na Universidade de São Paulo no Instituto de Biociências (IB-USP) que constitui importante recurso para o ensino e pesquisa  do Departamento de Botânica do IB-USP.
Ele foi fundado em 1932 e possui um acervo com mais de 210.000 espécimes com as seguintes coleções importantes: Aylton Brandão Joly, Flora da Cadeia do Espinhaço, Flora da Serra do Cipó, Flora de Grão-Mogol e Flora de montanhas do Brasil Central. É o segundo maior acervo do Estado de São Paulo e o sétimo maior herbário do Brasil.  É, portanto, um importante centro de documentação e estudo da biodiversidade da flora brasileira.
O Herbário SPF  foi criado em 1932 a partir da coleção de plantas vasculares pertencente ao  Professor Wilson Hoehne, da Faculdade de Farmácia da USP. Na década de 1960, quando o herbário já contava com cerca de 10.000 exsicatas, foi transferido para o Departamento de Botânica, onde foi somado à coleção de algas marinhas do Professor Aylthon Brandão Joly. Mas foi a partir da década de 1980 que o herbário SPF tornou-se mais ativo, com as crescentes coletas associadas às atividades de pesquisa e ensino do IB-USP.
 

As coletas dos precursores do herbário SPF, feitas pelos professores Wilson Hoehne e Aylthon Brandão Joly, são muito importantes porque levaram à constituição de um acervo testemunho de uma flora praticamente extinta da cidade de São Paulo. Destacam-se também no acervo a coleção de plantas dos campos rupestres, principalmente das serras da Cadeia do Espinhaço de Minas Gerais e Bahia, e a de algas marinhas brasileiras, que estão entre as mais ricas do mundo. Outras coleções de destaque são aquelas associadas aos grupos taxonômicos com especialistas entre os pesquisadores do Departamento, como Annonaceae, Bignoniaceae, Eriocaulaceae, Picramniaceae, Rutaceae, Simaroubaceae e Velloziaceae. Em particular, as coleções de Eriocaulaceae e Velloziaceae estão entre as melhores do mundo. Constam ainda no acervo cerca de 900 tipos nomenclaturais, 325 fotografias, 420 materiais em meio líquido, 460 registros em carpoteca e 6.500 registros em xiloteca, uma das coleções científicas de madeira de maior expressividade no país. 